# Георги Димитров (революционер)
Вижте пояснителната страница за други личности с името Георги Димитров.
Георги Димитров Мавров, известен като Маврото, е български опълченец и революционер, участник в Съединението на България в 1885 година.

## Биография
Георги Димитров е роден в 1852 година в Солун или в солунското село Киречкьой, тогава в Османската империя. В 1869 година живее в Цариград, където учи в българското училище в квартала „Фенер“ и помага на баща си в търговията. В 1875 година се установява в Одеса, Русия.
При избухването на Сръбско-турската война в 1876 година е доброволец в четата на Ильо войвода, II рота IV батальон. Ранен е в битката при Зайчар.
След началото на Руско-турската война (1877 – 1878), на 23 май 1877 година постъпва като доброволец в III рота на II дружина на Българското опълчение. За боя при Шейново е награден със Знака за отличие на военния орден „Свети Георги“ IV степен. Уволнен е на 24 юни 1878 година.
След 1878 година се установява в Татар Пазарджик, в новообразуваната Източна Румелия. Участва в съединисткото движение и става член на тайния революционен комитет в Пазарджик. Участва в акцията на 4 септември 1885 година за освобождаване на арестуваните от пазарджишкия префект Захарий Стоянов и Петър Зографски. Организирал чета от 1000 селяни от Ковачево, Ишикъшлии, Чангарлии, Али-Кочово, Аджиларе, Баши Кърово, Ямурчево, която влиза в Пазарджик и обявява Съединението.
По време на последвалата Съединението Сръбско-българска война Георги Димитров е доброволец в Българската армия.